# Brżąs
Brżąs (inne nazwy: Brząs, Wilkus Mały, Jezioro Przyleśne, Brzask, Przylasek) – jezioro w Polsce w województwie warmińsko-mazurskim, w powiecie węgorzewskim, w gminie Pozezdrze.

## Położenie
Jezioro leży na Pojezierzu Mazurskim, w mezoregionie Wielkich Jezior Mazurskich, w dorzeczu Sapina–Węgorapa–Pregoła. Znajduje się około 15 km w kierunku południowo-wschodnim od Węgorzewa. Do jeziora wpada od wschodu, od strony jeziora Wilkus rzeka Sapina. Sam zbiornik wodny bywa uznawany za zatokę, stąd nazywane jest Wilkus Mały. Sapina wypływa na zachodzie w kierunku jeziora Pozezdrze.
Brzegi są płaskie. W otoczeniu znajdują się lasy, łąki, miejscami na północy podmokłe.
Zbiornik wodny według typologii rybackiej jezior zalicza się do linowo-szczupakowych. Jest mocno zarośnięty.
Jezioro leży na terenie obwodu rybackiego jeziora Stręgiel w zlewni rzeki Węgorapa – nr 9, jego użytkownikiem jest Polski Związek Wędkarski. Znajduje się na terenie Obszaru Chronionego Krajobrazu Krainy Wielkich Jezior Mazurskich o łącznej powierzchni 85 527,0 ha.

## Morfometria
Według danych Instytutu Rybactwa Śródlądowego powierzchnia zwierciadła wody jeziora wynosi 28,7 ha. Średnia głębokość zbiornika wodnego to 0,7 m, a maksymalna – 1,5 m. Lustro wody znajduje się na wysokości 116,5 m n.p.m. Maksymalna długość jeziora to 950 m, a szerokość 490 m. Długość linii brzegowej wynosi 2300 m.
Często jeziora Wilkus i Brżąs traktowane są jako jedno jezioro o nazwie Wilkus. Według takiego założenia zgodnie z danymi Instytutu Rybactwa Śródlądowego powierzchnia zwierciadła wody wynosi 136,2 ha. Średnia głębokość zbiornika wodnego to 1,4 m, a maksymalna – 5,6 m. Lustro wody znajduje się na wysokości 116,5 m n.p.m. Objętość jeziora wynosi 1894,8 tys. m³. Inne dane uzyskano natomiast poprzez planimetrię tak rozumianego jeziora na mapach w skali 1:50 000 według Państwowego Układu Współrzędnych 1965, zgodnie z poziomem odniesienia Kronsztadt. Otrzymana w ten sposób powierzchnia zbiornika wodnego to 107,5 ha, a wysokość bezwzględna lustra wody – 116,3 m n.p.m.